# Carl Åsell
Carl Åsell, född 2 februari 1994, är en svensk professionell ishockeyspelare som spelar för Almtuna IS i Hockeyallsvenskan.

## Klubbar
- Örebro HK (2013/2014–2014/2015)
- IFK Kumla IK (2013/2014) (Lån)
- HC Vita Hästen (2014/2015) (Lån)
- Timrå IK (2014/2015)
- AIK (2015/2016)
- Väsby IK (2016/2017)
- Västerviks IK (2016/2017)
- IK Pantern (2017/2018-2018-2019)
- Almtuna IS (2019/2020-)